# Michał Zenkteler (agrotechnik)
Michał Zenkteler (ur. 15 lutego 1924, zm. 18 marca 2011) – polski profesor nauk technicznych, nauczyciel akademicki, agrotechnik. Specjalizował się w zagadnieniach z zakresu obróbki drewna, w szczególności klejów i klejenia drewna. Wykładowca na Uniwersytecie Przyrodniczym w Poznaniu. Kierownik Katedry Klejenia i Uszlachetniania Drewna, Prodziekan i Dziekan Wydziału Technologii Drewna poznańskiego UP. Był również Prorektorem do spraw Rozwoju Kadr Naukowych i Współpracy z Zagranicą na tej uczelni.
Absolwent studiów agrotechnicznych na Uniwersytecie im. Adama Mickiewicza w Poznaniu (rocznik 1951). Tytuł profesora nauk technicznych nadano mu w 1973 roku.
Zmarł 18 marca 2011, pochowano go pięć dni później na Cmentarzu Junikowo w Poznaniu.

## Książki
Autor lub współautor następujących publikacji książkowych:
- Ćwiczenia z klejów i klejenia drewna[4]
- Kleje i klejenie drewna[5]
- Technologia klejenia drewna[6]
- Technologia produkcji tworzyw drzewnych: Produkcja tworzyw drzewnych z tarcicy, Część 2[7]
- Zastosowanie wybranych technik instrumentalnych w badaniach klejów do drewna: przegląd literatury światowej[8]
- Klejenie na zimno elementów wielkowymiarowych z tarcicy niestruganej[9]
- Klejenie drewna: Technologia szczegółowa, Część 2[10]
- Zależność wyników badania wytrzymałości spoin klejowych w drewnie od typu próbki[11]